# Shigenori Togo
Shigenori Tōgō 東郷 茂徳 (Kagoshima, 10 december 1882 – 23 juli 1950) was een Japans minister en diplomaat. 
Nadat hij afstudeerde aan de Universiteit van Tokio en de Meiji-Universiteit ging hij in 1912 werken bij het Ministerie van Buitenlandse Zaken (外務省, Gaimu-shō). In die periode heeft hij een groot deel van de wereld gezien. Hij heeft onder andere gewerkt in Europa, China en de Verenigde Staten. In de periode 1938-1940 was hij ambassadeur te Moskou.
In 1941 werd hij aangesteld als minister in het kabinet van Tojo en werkte hij aan een doorbraak in de onderhandelingen met de Verenigde Staten. Later nam hij ontslag als minister omdat hij tegen het voorstel van Tojo was om een Ministerie van Groot-Oost-Azië (大東亜省, Daitōashō) op te richten. In 1945 werd hij een belangrijke minister in het kabinet van Kantarō Suzuki. 
Na de Tweede Wereldoorlog werd hij op het Proces van Tokio veroordeeld tot een gevangenisstraf van 20 jaar. Tijdens zijn gevangenisstraf stierf hij aan een ziekte.